# Aulonothroscus laticollis
Aulonothroscus laticollis là một loài bọ cánh cứng trong họ Throscidae. Loài này được Rybinski miêu tả khoa học năm 1897.